# Teiche bei Greetsiel
Die Teiche bei Greetsiel sind ein geschütztes, flächenhaftes Naturdenkmal in Greetsiel, einem Ortsteil der Gemeinde Krummhörn, im niedersächsischen Landkreis Aurich in Ostfriesland. Es trägt die Nummer ND AUR 00116.

## Beschreibung des Gebietes
Das am 13. Juli 1984 ausgewiesene flächenhafte Naturdenkmal liegt östlich der Greetsieler Straße in unmittelbarer Nähe des Ortes Greetsiel. Es besteht zum größten Teil aus zwei verbundenen Stillgewässern mit Flachwasserzonen und mit Büschen bestandenen Uferrandbereichen. Die Gewässer sind künstlichen Ursprungs und entstanden durch Bodenabbau. Das Gebiet ist nach Ansicht des Landkreises Aurich ein „Lebensraum für an Feuchtgebiete gebundene Tier- und pflanzenarten.“  Zudem hat das Gebiet nach Ansicht der Behörde eine „belebende Wirkung auf das Landschaftsbild“.